# Équipe cycliste féminine Minsk Cycling Club
L'équipe cycliste féminine Minsk Cycling Club est une équipe cycliste professionnelle féminine basée en Biélorussie. Elle est dirigée par Liubou Niamkova et Aleksei Ivanov.

## Classements UCI
Ce tableau présente les places de l'équipe au classement de l'Union cycliste internationale en fin de saison, ainsi que la meilleure cycliste au classement individuel de chaque saison.
| Année | Classement par équipes | Meilleure coureuse au classement individuel |
| 2017  | 36e                    | Taisa Naskovich (191e)                      |
| 2018  | 36e                    | Karalina Savenka (167e)                     |
| 2019  | 27e                    | Tatsiana Sharakova (59e)                    |
| 2020  | 23e                    | Tatsiana Sharakova (65e)                    |
| 2021  | 37e                    | Tatsiana Sharakova (152e)                   |

L'équipe participe à l'UCI World Tour féminin. Le tableau ci-dessous présente les classements de l'équipe sur ce circuit, ainsi que sa meilleure coureuse au classement individuel.
| Année | Classement par équipes | Meilleure coureuse au classement individuel |
| 2017  | -                      | -                                           |
| 2018  | 27e                    | Karalina Savenka (79e)                      |
| 2019  | 22e                    | Tatsiana Sharakova (76e)                    |
| 2020  | -                      | -                                           |
| 2021  | -                      | -                                           |

## Principales victoires

### Championnats nationaux
Cyclisme sur route
- Championnats de Biélorussie : 2
  - Course en ligne : 2019 (Tatsiana Sharakova)
  - Contre-la-montre : 2019 (Tatsiana Sharakova)

## Encadrement
Le directeur sportif de l'équipe est Liubou Niamkova. Le représentant auprès de l'UCI est Aleksei Ivanov. 

## Minsk Cycling Club en 2021

### Effectif
| Effectif 2021        | Effectif 2021     | Effectif 2021 | Effectif 2021         |
| Cycliste             | Date de naissance | Pays          | Équipe précédente     |
| -------------------- | ----------------- | ------------- | --------------------- |
| Alina Abramenka      | 26 octobre 2000   | Biélorussie   |                       |
| Darya Dziakola       | 29 décembre 2000  | Biélorussie   |                       |
| Nastassia Kiptsikava | 10 août 1999      | Biélorussie   |                       |
| Anhelina Krasko      | 16 décembre 2000  | Biélorussie   |                       |
| Taisa Naskovich      | 19 septembre 1995 | Biélorussie   |                       |
| Karalina Savenka     | 21 avril 1998     | Biélorussie   |                       |
| Tatsiana Sharakova   | 31 juillet 1984   | Biélorussie   | Gauss RDZ Ormu (2008) |
| Hanna Tserakh        | 7 septembre 1998  | Biélorussie   |                       |
|                      |                   |               |                       |
| Source : UCI         |                   |               |                       |

### Victoires

#### Sur route
| Victoires | Victoires                                      | Victoires   | Victoires | Victoires          | Victoires |
| Date      | Course                                         | Pays        | Classe    | Vainqueur          |           |
| --------- | ---------------------------------------------- | ----------- | --------- | ------------------ | --------- |
| 6 mars    | Grand Prix Mediterrennean                      | Turquie     | 1.2       | Hanna Tserakh      |           |
| 15 juin   | Championnat de Biélorussie du contre-la-montre | Biélorussie | CN        | Tatsiana Sharakova |           |
| 18 juin   | Championnat de Biélorussie sur route           | Biélorussie | CN        | Tatsiana Sharakova |           |

### Classement mondial
| Classement UCI | Classement UCI       | Classement UCI | Classement UCI |
| Coureuse       | Coureuse             | Pays           | Points         |
| -------------- | -------------------- | -------------- | -------------- |
| 152e           | Tatsiana Sharakova   | Biélorussie    | 145 pts        |
| 184e           | Hanna Tserakh        | Biélorussie    | 110 pts        |
| 556e           | Nastassia Kiptsikava | Biélorussie    | 26 pts         |
| 556e           | Alina Abramenka      | Biélorussie    | 26 pts         |
| 955e           | Taisa Naskovich      | Biélorussie    | 3 pts          |